# Ben Watson (critico)
Ben Watson (1956) è un critico letterario e critico musicale britannico, di impostazione marxista.
Collaboratore regolare di The Wire, è autore di numerosi libri, e noto in particolare per i suoi contributi su Frank Zappa: un campo di studio per Watson talmente vasto da coniare il termine "Zappology".
Nei suoi scritti si trovano influenze di Theodor Adorno e della Scuola di Francoforte, dei situazionisti e degli scritti di James Joyce e J. H. Prynne.
È anche un poeta e romanziere sperimentale; il suo primo romanzo Shit-Kicks and Dough-Balls è stato pubblicato nel 2003.